# تدافع كربلاء 2019
في 10 أيلول/سبتمبر 2019؛ قُتل 31 شخصًا وأصيب حوالي 100 آخرين في تدافعٍ أثناء مواكب عاشوراء في مدينة كربلاء بدولة العراق.

## خلفية
يُعدّ يوم عاشوراء يومًا مهمًا في التقويم الإسلامي حيثُ حصلت فيهِ عديد من الأحداث ومن أبرزها وفاة الحسين بن علي (ويُعرف بالإمام الحسين) حفيد النبي محمد والذي قُتل عام 680م في معركة كربلاء التي أصبحت حدثًا رئيسيًا عندَ الشيعة. يوصفُ الحدث على أنّه نقطةٌ من الخلاف بين الشيعة وأهل السنّة. تُعتبر الأيام العشرة الأولى من شهر محرم – وهو الشهر الأول في التقويم الإسلامي – عطلة وطنية في بعض البلدان الإسلامية الشيعية التي تشهدُ احتفالات ضخمة مع حلول اليوم العاشر من الشهر.
لطالما كان يوم عاشوراء في كربلاء هدفًا «للهجمات الإرهابية»؛ مثلما حصلَ عام 2004 عندما أسفرت التفجيرات الإرهابيّة المتزامنة في كربلاء والنجف عن مقتل 134 شخصا. في العام الموالي؛ حدثَ تدافعٌ في جسر الأئمّة والذي تسبّب في خسائر أيضًا بعدما أُشيع أنّ الموكب قد يكون عرضة لتفجيرٍ إرهابي. في الآونة الأخيرة؛ وبعد بروز عدد من التنظيمات المسلحّة والخارجة عن الدولة في الشرق الأوسط؛ صارت مواكب عاشوراء هدفًا للكثير من المتطرفين من مُختلف التوجهات.

## الحادث

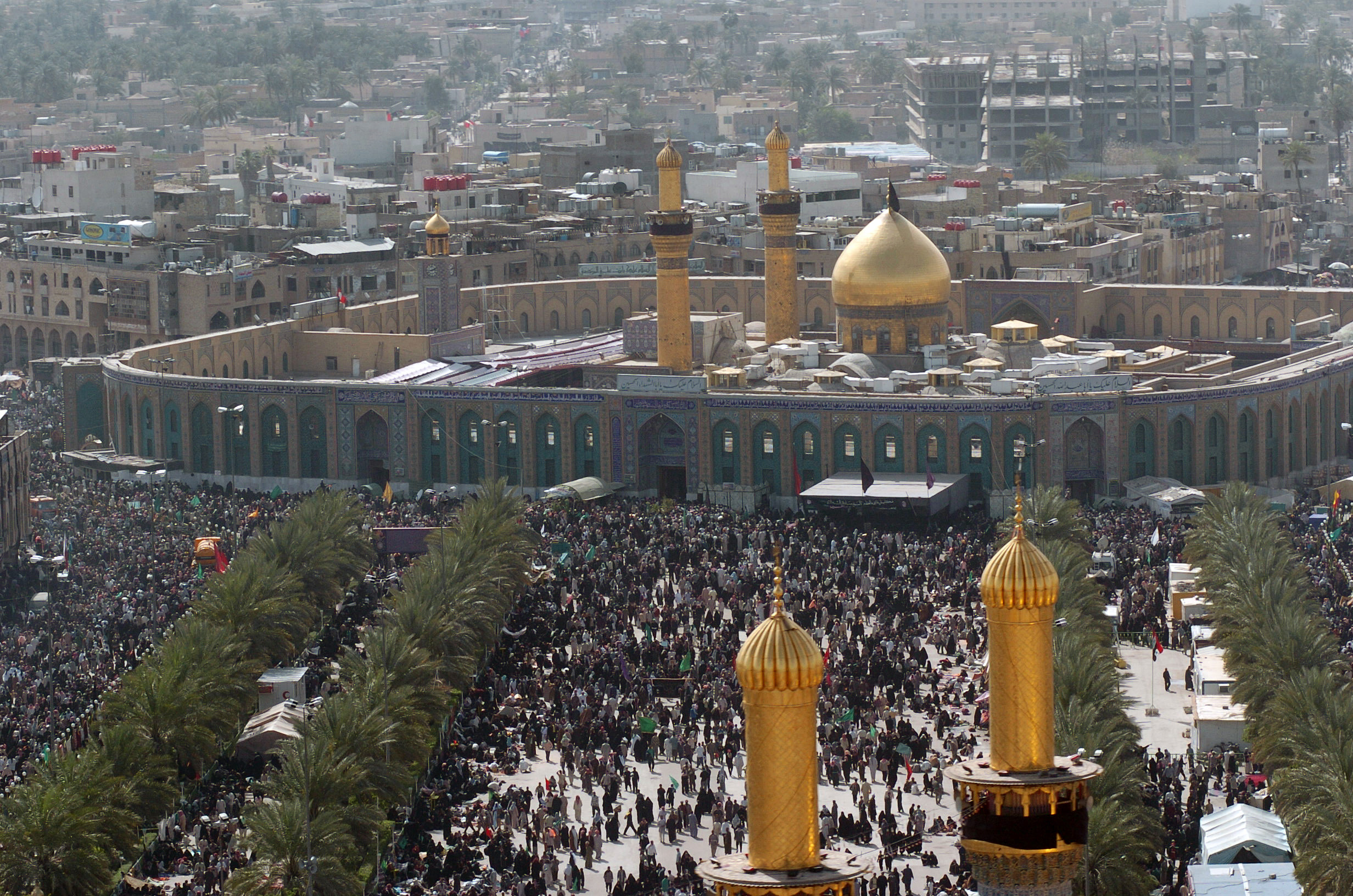
آلاف الحجاج في ضريح الإمام الحسين أثناء عاشوراء عام 2005

يُعدّ الركض على طريق الطويريج واحدًا من عادات احياء يوم عاشوراء في كربلاء؛ وهو الطريق الذي يمتدّ على حوالي 2–3 كيلومتر (1.2–1.9 ميل) إلى العتبة الحسينية. يربطُ الطريق بينَ الهندية وكربلاء ويُقال إنّ العباس بن علي وآخرين قد ركضوا من تلك القرية حتى كربلاء من أجل مساعدة الحسين في المعركة.
في 10 أيلول/سبتمبر 2019 وبينما كان آلاف الزوار يركضون في الممر؛ حصل تدافعٌ سقط فيهِ عددٌ من القتلى والجرحى. تباينت التقارير حول سبب التدافع؛ حيثُ ادعى أحدهم أن الممشى قد انهار مما أدى إلى ذعر الجماهير، فيما قال آخرٌ إن شخصا ما قد تعثر وسقط ما أدى إلى سقوط آخرين عليه.
حضرت السلطات لعينِ المكان لتهدئة الحشود وتقييم الضرر. تبيّن في وقتٍ لاحقٍ أنّ عدد القتلى قد بلغَ 31 شخصًا على الأقل مقابل جرحِ 100 آخرين كانوا قد نُقلوا إلى المستشفيات المحلية بينهم 10 مصابين في حالة حرجة.

## ردود الفعل
مباشرة بعد الحادث؛ أعلنت السلطات في بغداد عن فتحِ تحقيقٍ لمعرفة الأسباب فيما جرى؛ بينما قدّم الرئيس العراقي برهم صالح ورئيس الوزراء عادل عبد المهدي تعازيهما لأسر الضحايا ونفس الأمر فعلهُ سفير الولايات المتحدة في العراق ماثيو تولر. في السياق ذاته؛ أصدرت وزارة الخارجية العراقية بيانًا تقول إنه لم يكن هناك أي شخص باكستاني الجنسية بين القتلى.